# P. G. Chengappa
P. G. Chengappa (* 1949; † 29. Januar 2014 in Bangalore) war ein indischer Badmintonspieler.

## Karriere
P. G. Chengappa wurde 1978 erstmals nationaler Meister in Indien. Weitere Titelgewinne folgten 1981 und 1984. 1974 gewann er des Weiteren Bronze, 1980 Silber. Gemeinsam mit Prakash Padukone, Kiran Kaushik und Narendra Ubhayakar wurde er mit dem Team aus Karnataka indischer Mannschaftsmeister im Rahimtoola Cup 1977 und 1978.